# Département de General Belgrano (La Rioja)
Pour les articles homonymes, voir Département de General Belgrano.
Le département de General Belgrano est une des 18 subdivisions de la province de La Rioja, en Argentine. Son chef-lieu est la ville d'Olta.
Il tient son nom d'un homme politique héros de l'indépendance argentine, qui est le dessinateur du drapeau national.
D'une superficie de 2 556 km2, sa population s'élevait à 7 161 habitants en 2001 (estimée à 7 740 en 2007) soit 2,8 hab./km2.